# Lotoria
Lotoria là một chi ốc biển săn mồi, là động vật thân mềm chân bụng sống ở biển trong họ Ranellidae,, họ ốc tù và.

## Các loài
Các loài thuộc chi Lotoria bao gồm:
- Lotoria armata (G.B. Sowerby III, 1897)[2]
- Lotoria grandimaculata (Reeve, 1844)[3]
- Lotoria lotoria (Linnaeus, 1758)[4]
- Lotoria perryi (Emerson & Old, 1963)[5]